# Hooge
Hooge (dänisch Hoge, friesisch Huuge) ist die zweitgrößte der zehn Halligen im Nordfriesischen Wattenmeer der Nordsee. Die Gemeinde Hallig Hooge (bis 31. Dezember 2007 Gemeinde Hooge) umfasst neben der Hallig Hooge auch die unbewohnte Hallig Norderoog und gehört zum Kreis Nordfriesland in Schleswig-Holstein.

## Geographie
Hooge ist, anders als die übrigen Halligen, bereits seit vor dem Ersten Weltkrieg von einem rund 1,20 Meter hohen Steindeich umgeben, sodass es vor Überflutung durch leichtere Sturmfluten geschützt ist. Dennoch ist die Hallig durchschnittlich zwei- bis sechsmal jährlich von Landunter betroffen, mit steigender Tendenz. Der über elf Kilometer lange Sommerdeich ist mit drei Deichsielen versehen, Toren zur Entwässerung der Hallig, die sich bei Sturmfluten selbsttätig öffnen und schließen sollen; öffnen sich diese Tore nicht, steht die Hallig nach einer Überflutung tagelang unter Wasser. Diese Deichsiele bedürfen regelmäßiger Pflege.
Die Bewohner der Hallig siedeln auf zehn Warften. Hooge ist vom Nationalpark Schleswig-Holsteinisches Wattenmeer umgeben, aber nicht in den Nationalpark einbezogen. Es liegt jedoch im Biosphärenreservat Schleswig-Holsteinisches Wattenmeer und Halligen.

## Geologie
Erdgeschichtlich betrachtet sind die Grundfesten der Hallig Hooge und der Nachbarhalligen erst gut 10.000 Jahre alt. Der Anstieg des Meeresspiegels am Ende der Eiszeit um mehr als 30 Meter ließ das Gebiet des heutigen Nordfrieslands bis zur Geestlinie zwischen Leck, Niebüll, Bredstedt und Husum im Meer untergehen. Um das Jahr 1 wurden die in diesem Gebiet liegenden vorzeitlichen Marschen und Moorflächen während eines Anstiegs des Meeresspiegels, der Dünkirchen-Transgression, durch Überflutungen zerstört. Dabei wurden die früheren Moore weitgehend durch als Schlicke abgelagerte Marschböden überdeckt.

## Warften
Die Angaben beziehen sich auf die letzte Volkszählung vom 25. Mai 1987, da Bevölkerung und Haushalte nicht auf Wohnplatzebene fortgeschrieben werden.
Mit Ausnahme der Volkertswarft und Mitteltritt liegen alle Hooger Warften an einem Wasser führenden Priel.
| Wohn- platz- Nr. 1 | Warft                | Topografische Bezeichnung | Bevölkerung 2 | Haushalte 2 | NASA-Satellitenbild                                                                                           |
| --- | -------------------- | ------------------------- | ------------- | ----------- | --- |
| 1 | Backenswarft         | Häusergruppe              | 31            | 10          | Hooge mit Warften nummeriert, unten Mitte Norderoog, links oben Japsand, links unten Norderoogsand (Nordteil) |
| 2 | Hanswarft            | Häusergruppe              | 47            | 16          | Hooge mit Warften nummeriert, unten Mitte Norderoog, links oben Japsand, links unten Norderoogsand (Nordteil) |
| 3 | Zelt- und Spielplatz | Jugendlager               | –             | –           | Hooge mit Warften nummeriert, unten Mitte Norderoog, links oben Japsand, links unten Norderoogsand (Nordteil) |
| 4 | Kirchwarft           | Kirche, Pfarrhaus         | –             | –           | Hooge mit Warften nummeriert, unten Mitte Norderoog, links oben Japsand, links unten Norderoogsand (Nordteil) |
| 5 | Mitteltritt          | Häusergruppe              | 10            | 5           | Hooge mit Warften nummeriert, unten Mitte Norderoog, links oben Japsand, links unten Norderoogsand (Nordteil) |
| 7 | Ockelützwarft        | Häusergruppe, Schule      | 14            | 6           | Hooge mit Warften nummeriert, unten Mitte Norderoog, links oben Japsand, links unten Norderoogsand (Nordteil) |
| 8 | Ockenswarft          | Häusergruppe              | 21            | 9           | Hooge mit Warften nummeriert, unten Mitte Norderoog, links oben Japsand, links unten Norderoogsand (Nordteil) |
| 9 | Volkertswarft        | Jugendlager               | 1             | 1           | Hooge mit Warften nummeriert, unten Mitte Norderoog, links oben Japsand, links unten Norderoogsand (Nordteil) |
| 10 | Westerwarft          | Häusergruppe              | 7             | 3           | Hooge mit Warften nummeriert, unten Mitte Norderoog, links oben Japsand, links unten Norderoogsand (Nordteil) |
| 11 | Ipkenswarft          | Häusergruppe              | 3             | 2           | Hooge mit Warften nummeriert, unten Mitte Norderoog, links oben Japsand, links unten Norderoogsand (Nordteil) |
| 12 | Lorenzwarft          | (Hotel)                   | –             | –           | Hooge mit Warften nummeriert, unten Mitte Norderoog, links oben Japsand, links unten Norderoogsand (Nordteil) |
| (ohne) | Pohnswarft           | (nicht mehr bebaut)       | –             | –           | Hooge mit Warften nummeriert, unten Mitte Norderoog, links oben Japsand, links unten Norderoogsand (Nordteil) |
| | Hooge                | Hallig                    | 134           | 52          | Hooge mit Warften nummeriert, unten Mitte Norderoog, links oben Japsand, links unten Norderoogsand (Nordteil) |
| 1 Wohnplatz-Nr. 6 ist für die Hallig Norderoog reserviert. 2 Volkszählung 1987 Pohnswarft und Lorenzwarft sind nicht im amtlichen Wohnplatzverzeichnis von Schleswig-Holstein erwähnt. Auf der Pohnswarft findet sich heute nur noch ein Pegel und die Lorenzwarft bildet zusammen mit der Mitteltritt eine Doppelwarft. |                      |                           |               |             | |

### Hanswarft

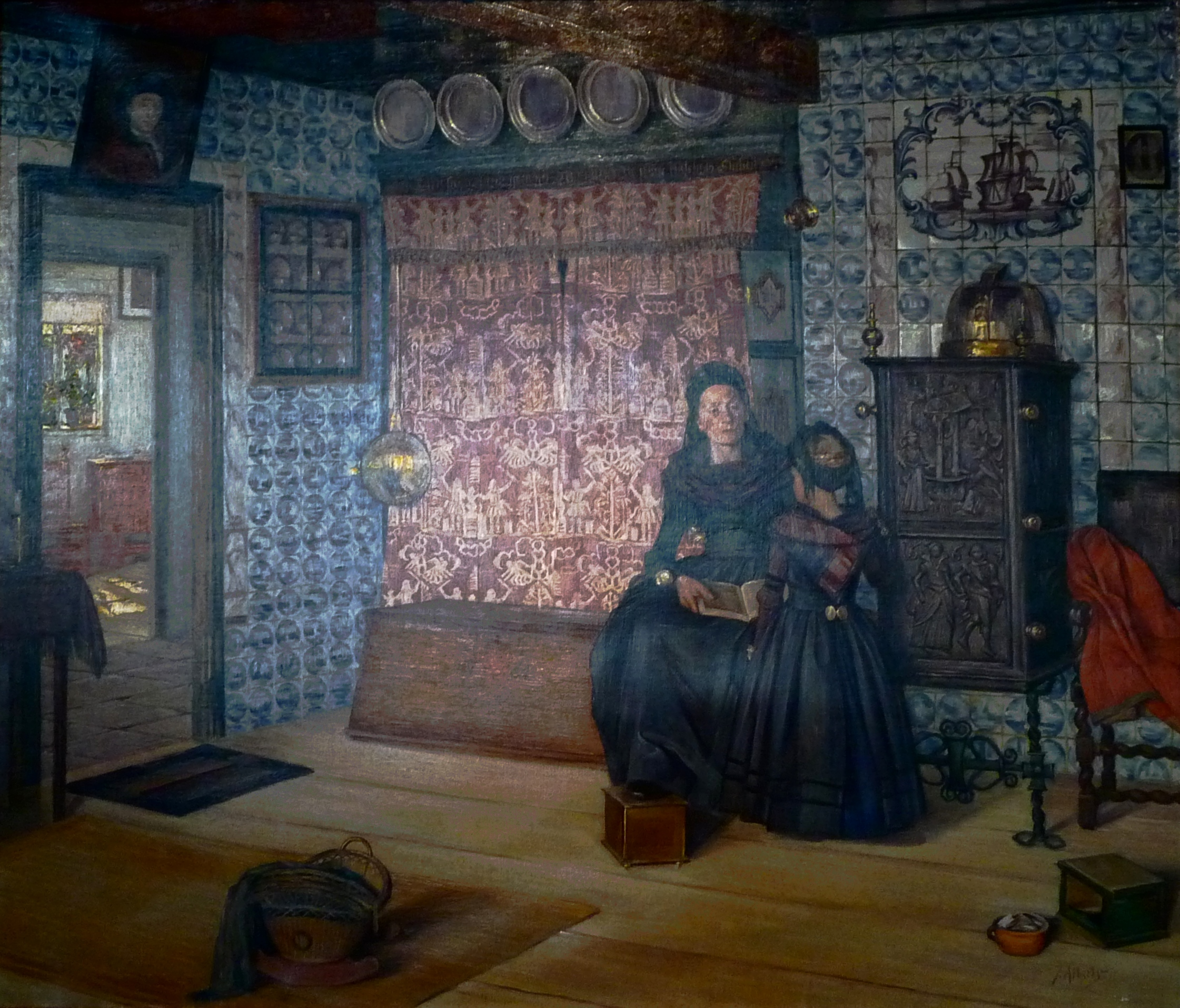
Königspesel auf Hallig Hooge von Jacob Alberts

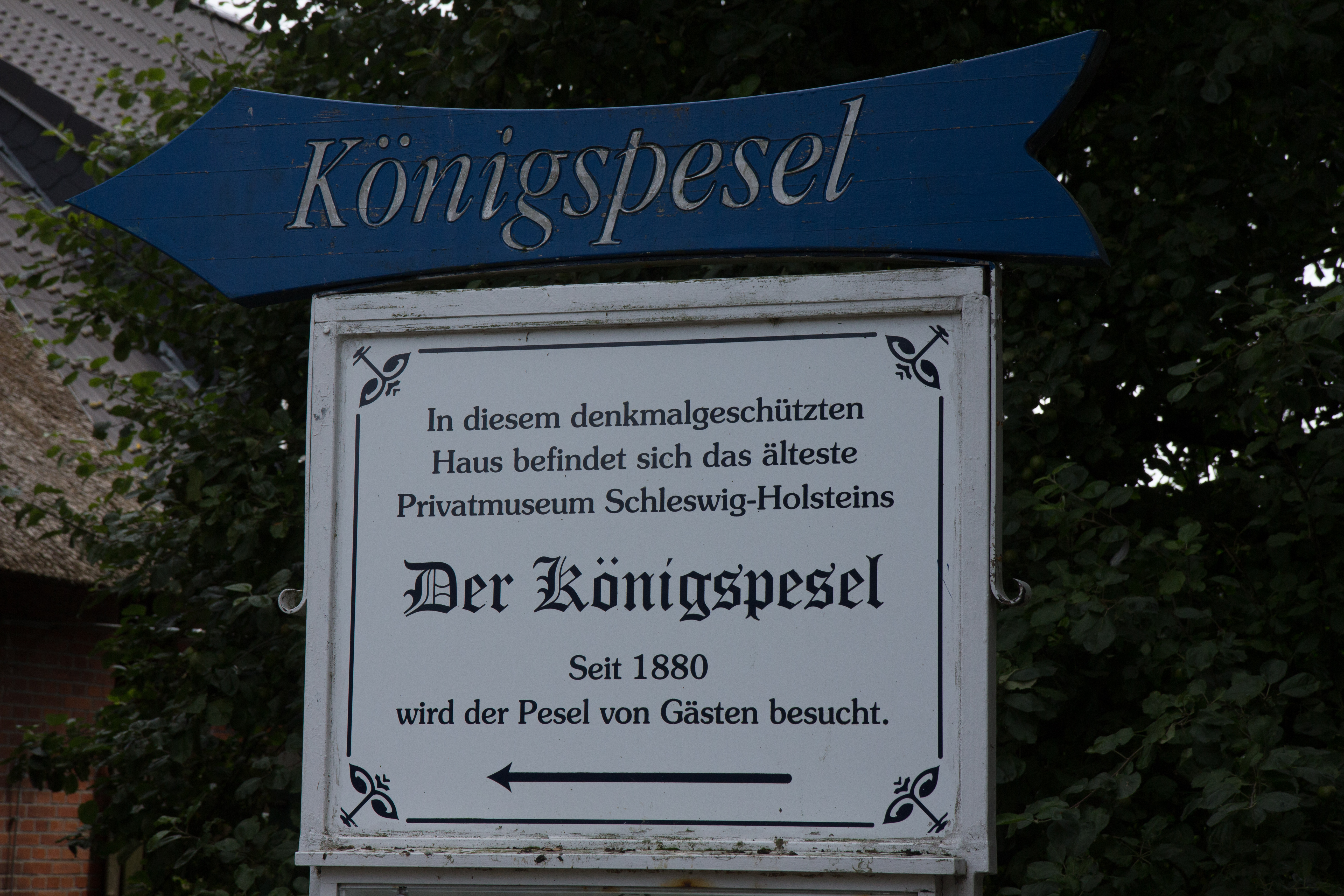
Wegweiser zum Königspesel im Kapitänshaus

Die Hanswarft ist die Hauptwarft der Hallig. Dort befinden sich das Bürgermeisteramt, das Gemeindehaus, die Freiwillige Feuerwehr, diverse Geschäfte, Gaststätten, eine Salzmanufaktur (im ehemaligen Hallig- und Heimatmuseum) und das Fremdenverkehrsamt, in dessen Keller ein kleiner Saal liegt, in dem beispielsweise Laientheater aufgeführt wird. Im Sturmflutkino kann ein Dokumentarfilm über Landunter betrachtet werden. Die Warft ist eine der drei Stationen der Kutschrundfahrten, die den Tagestouristen entgeltlich angeboten werden. Die anderen beiden Stationen der Fahrten sind die Kirchwarft und die Backenswarft.
Die größte Touristenattraktion ist der Königspesel, eine Friesenstube aus dem 18. Jahrhundert, die allerdings 1995 bei einem Brand beschädigt wurde. In diesem Haus hat einst der dänische König Friedrich VI. nach einer Besichtigung der damals zum dänischen Hoheitsgebiet gehörenden Hallig in der Nacht vom 2. zum 3. Juli 1825 übernachtet, weil eine Sturmflut eine Abfahrt unmöglich machte. Der Königspesel kann heute besichtigt werden und ist das zweite Museum der Warft.
Das auf der Hanswarft gelegene Heimatmuseum wurde vom ehemaligen Postschiffer der Hallig Hooge Hans von Holdt auf dem Boden seines ausgedienten Viehstalls eingerichtet. Es beherbergt verschiedene Gegenstände von der Hallig sowie aufschlussreiche Dinge über das Leben auf Hooge, die er nach seiner Pensionierung zusammentrug.
Das Hooger Wattenmeerhaus der Schutzstation Wattenmeer liegt auf der Hanswarft im Neuen Biggerhaus. Der Naturschutzverein ist seit 1963 auf Hooge aktiv. In seinem Haus bietet er ein naturkundliches Informationszentrum mit vielen Anschauungsobjekten zum Anfassen sowie Meerwasseraquarien. Schulklassen, Mitglieder und Förderer haben dort die Möglichkeit, die Nordseenatur und Naturschutzarbeit auf und um Hooge kennenzulernen.
Um dem Anstieg des Meeresspiegels zu begegnen, wurde die Hanswarft als Modellwarft ausgewählt. Anstatt bisher üblicher Ringdeiche, die die Warften ringsum umgeben, werden nun Warfterhöhungen, sogenannte Aufwarftungen, vorgenommen, bei denen ein erhöhtes Plateau geschaffen wird, auf dem ein sicheres Überleben auch bei künftigem Extremhochwasser sicher scheint. Dieses Plateau wird seit 2023 an der Westseite der Hanswarft angeschüttet; es wird eine Höhe von 5,80 Metern haben und an der Nord- und Südseite jeweils auf 5,60 Metern abflachen, um im Osten auf die aktuelle Höhe auszulaufen. Damit wird die wind- und wellenexponierte Westseite der Warft Schutz bieten wie ein Schiffsbug. Sollte nun die Warft trotzdem volllaufen, soll das Wasser über das Gefälle zur Ostseite hin abfließen können. Finanziert wird die Baumaßnahme im Rahmen eines 30 Mio. Euro Programms der Landesregierung Schleswig-Holsteins, das weitere Modellwarften auf Nordstrandischmoor, Langeneß und Gröde einschließt.

### Backenswarft
Die Backenswarft ist die zweitgrößte Warft auf der Hallig Hooge mit einem Dutzend Gebäuden, die ringförmig den Fething umschließen und vor Salzwasser schützen. Sie beherbergt den Friesenpesel, ein mit historischen flämischen Kacheln ausgestattetes Restaurant, sowie die Zahlstelle einer Bank. Die Warft liegt nahe dem Hooger Fähranleger und gehört zu den drei Warften, die bei Kutschrundfahrten für Tagestouristen angesteuert werden.

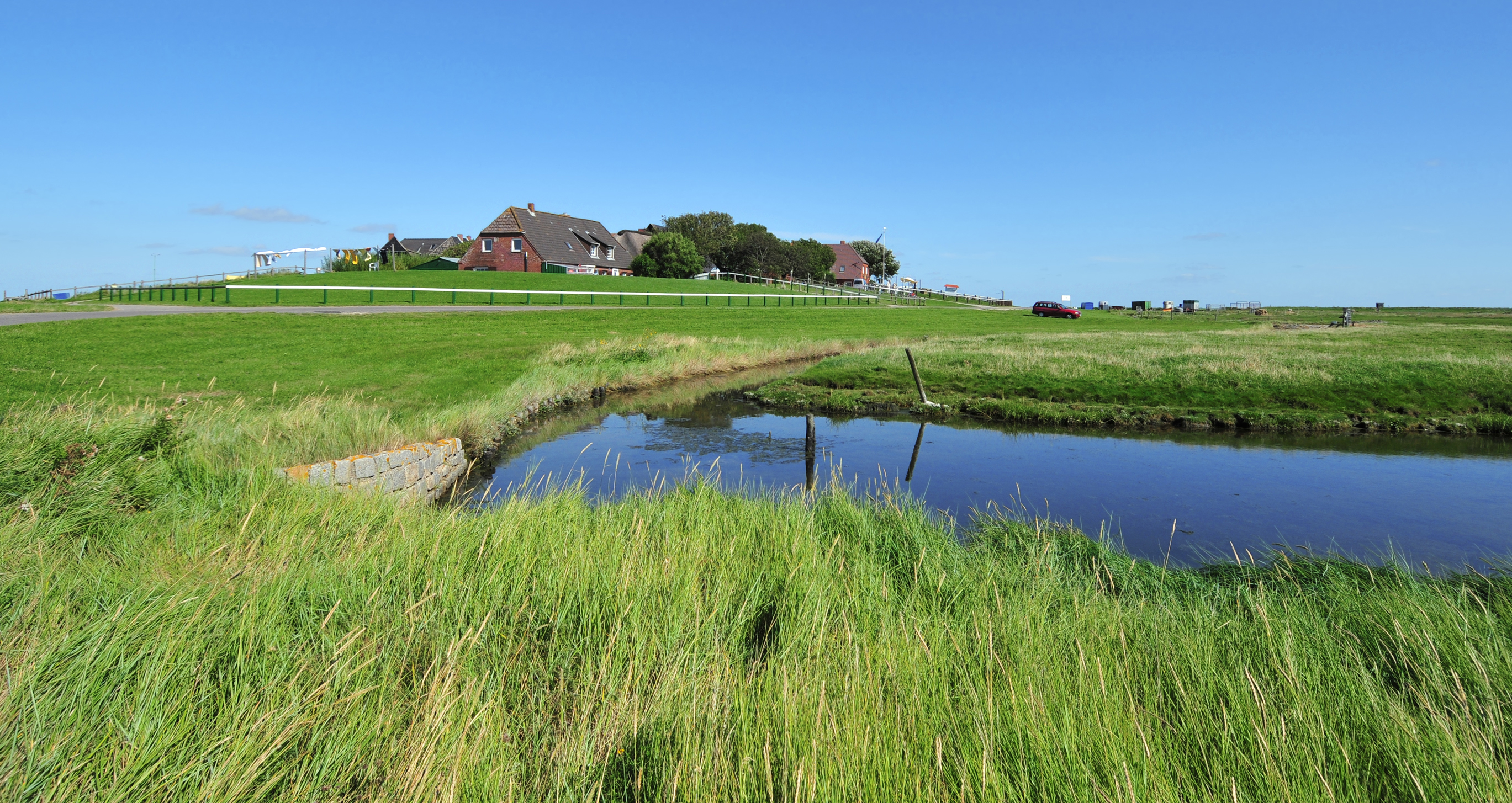
Backenswarft
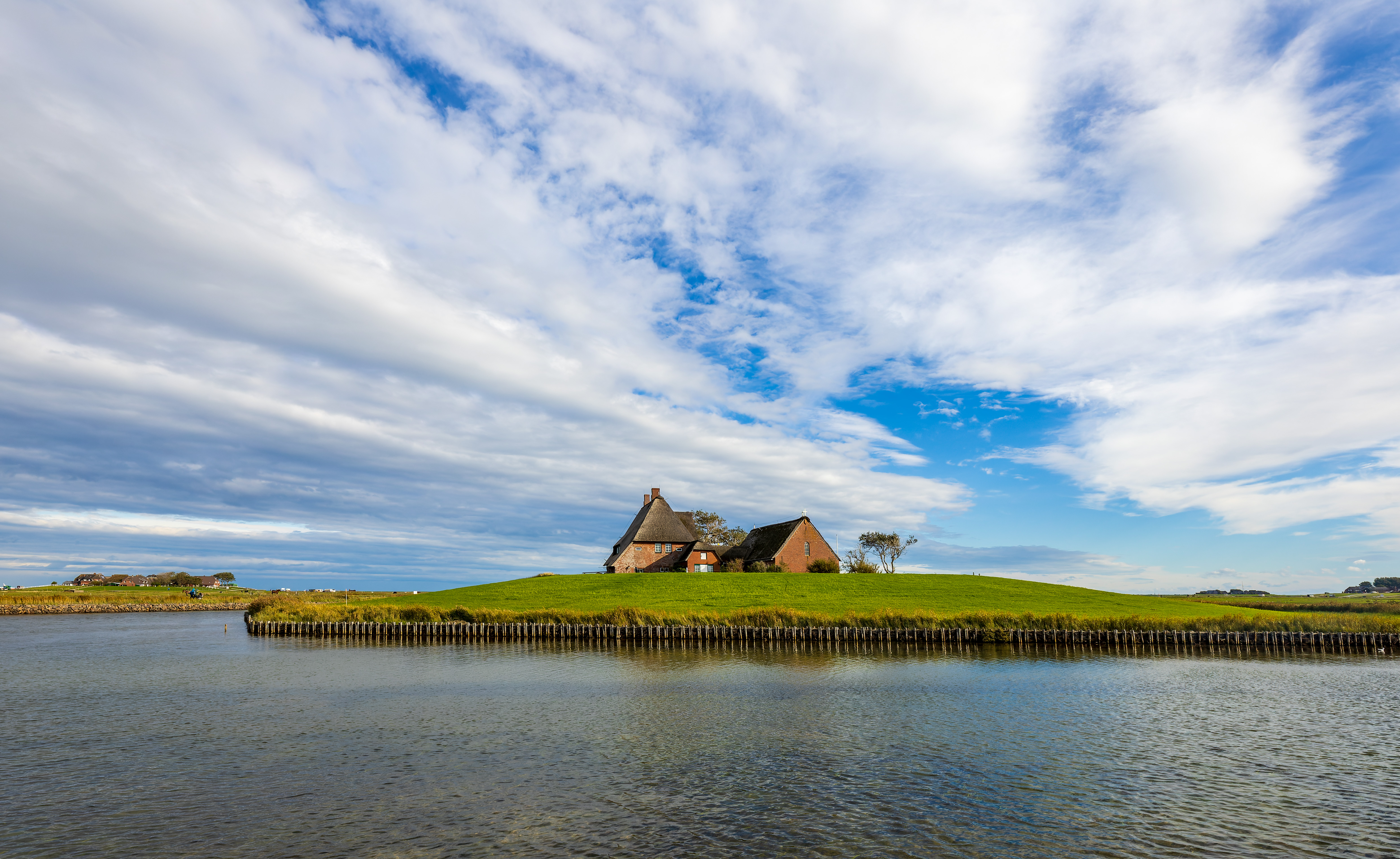
Kirchwarft
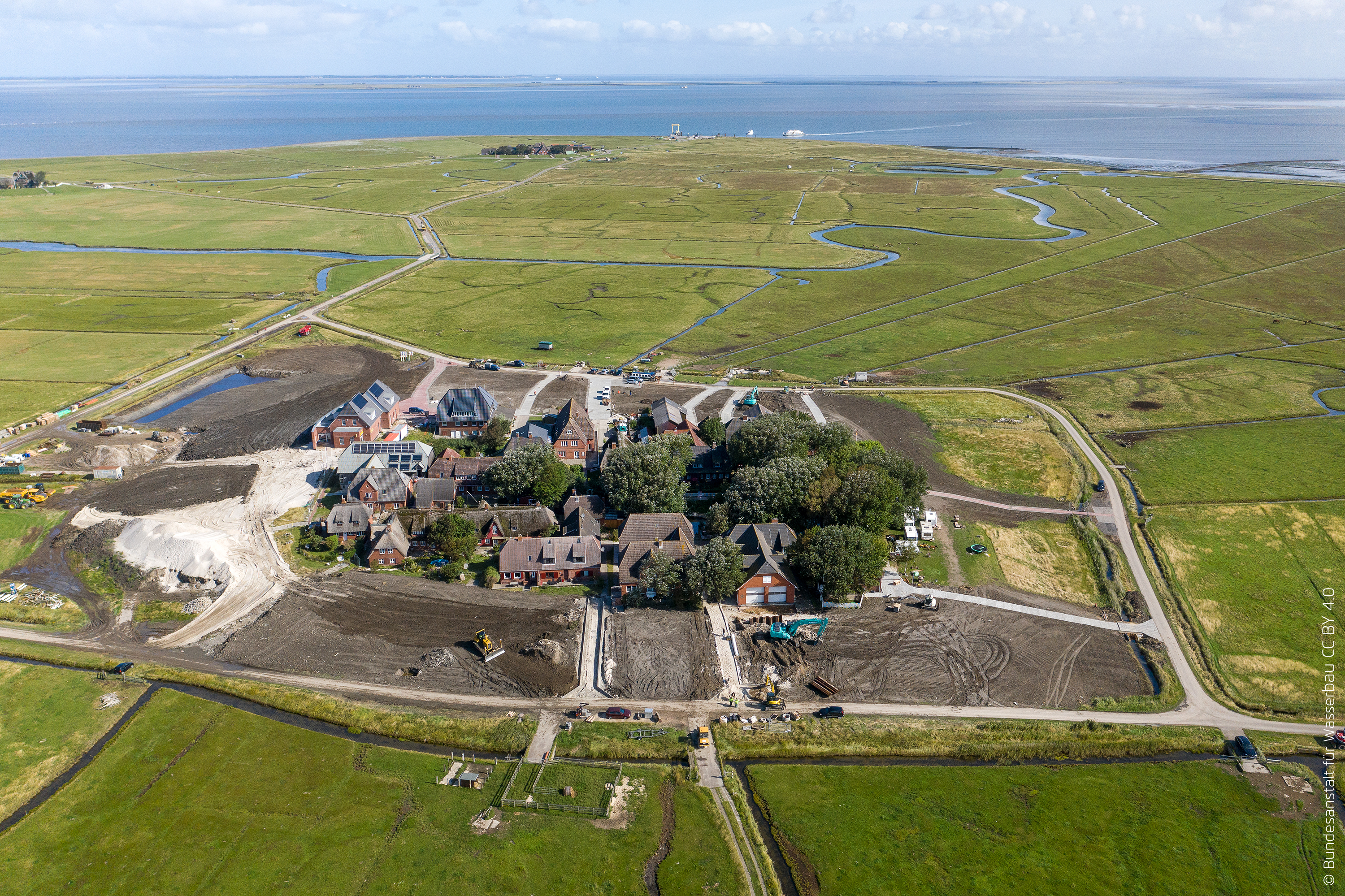
Hanswarft
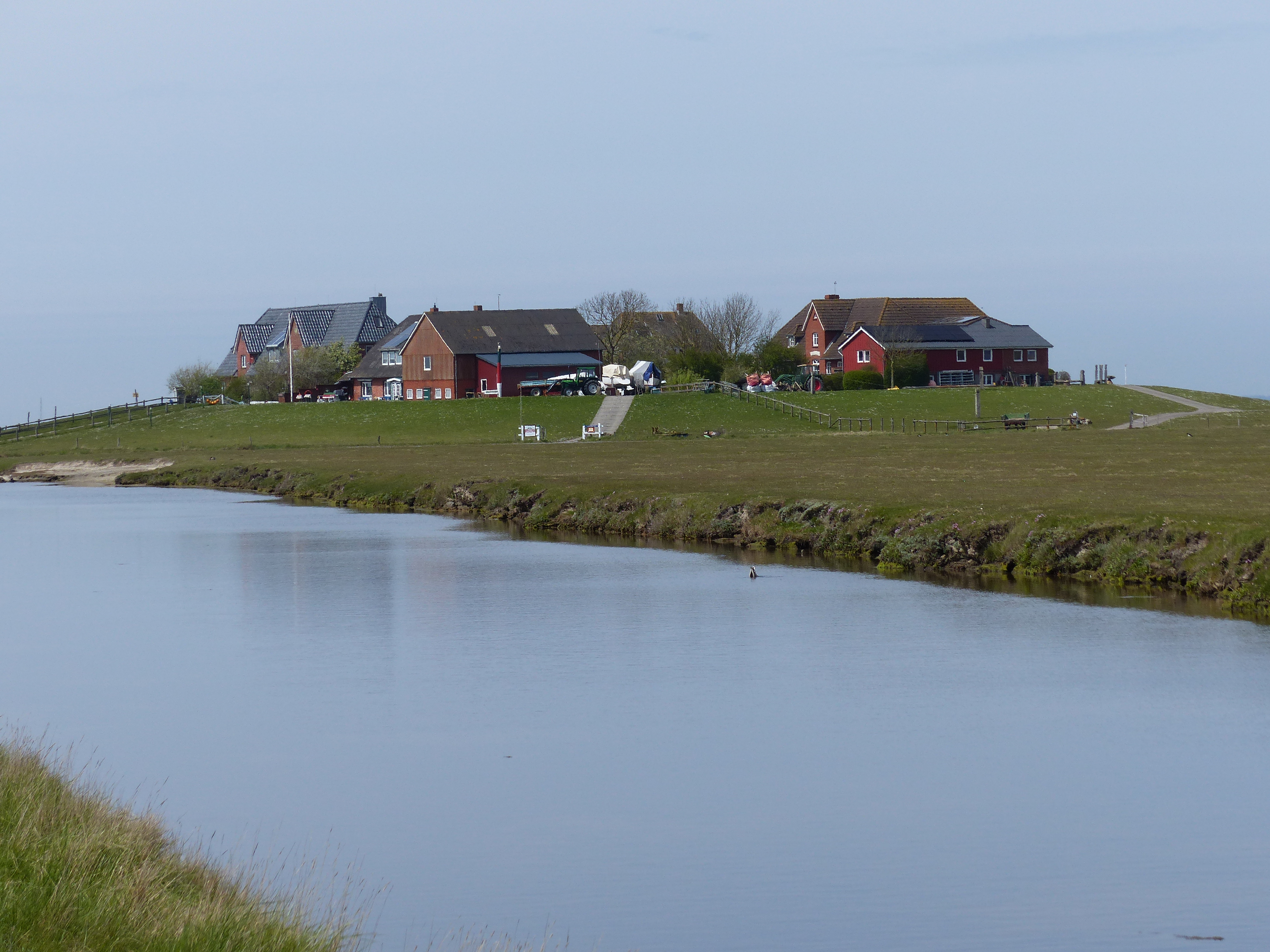
Ockelützwarft
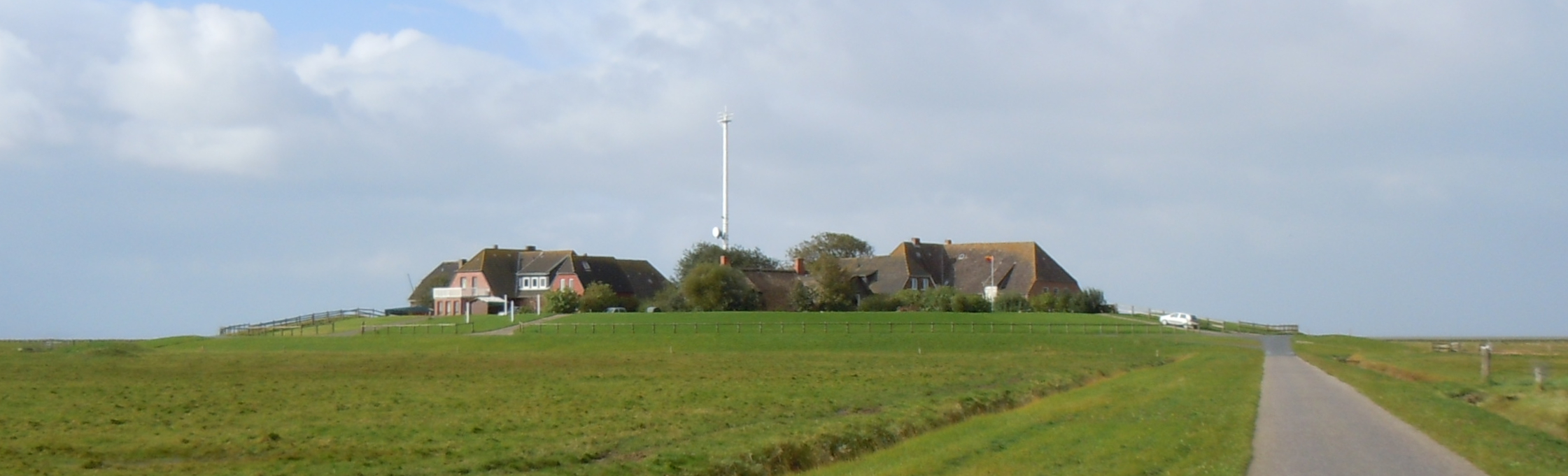
Ockenswarft
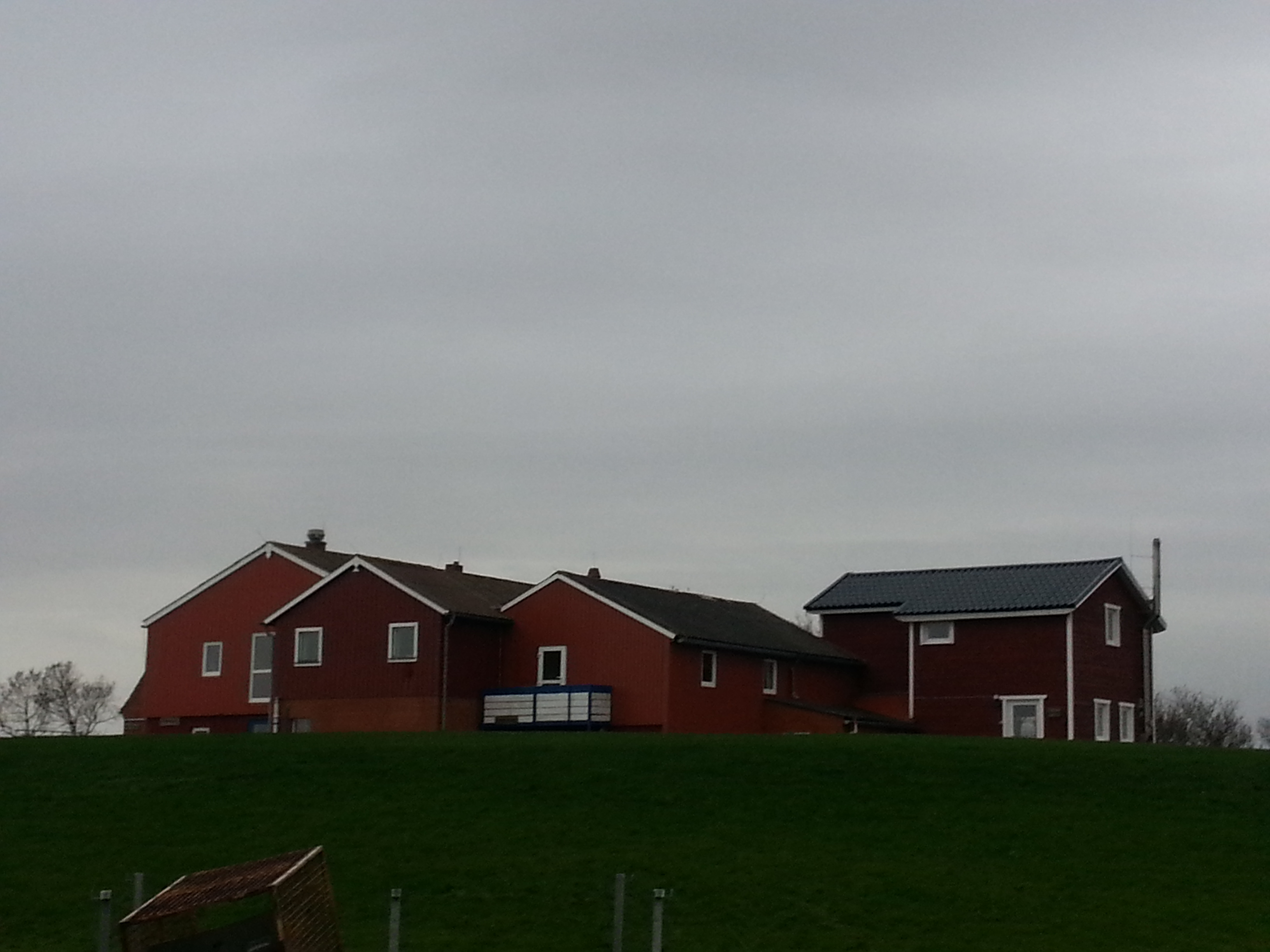
Volkertswarft
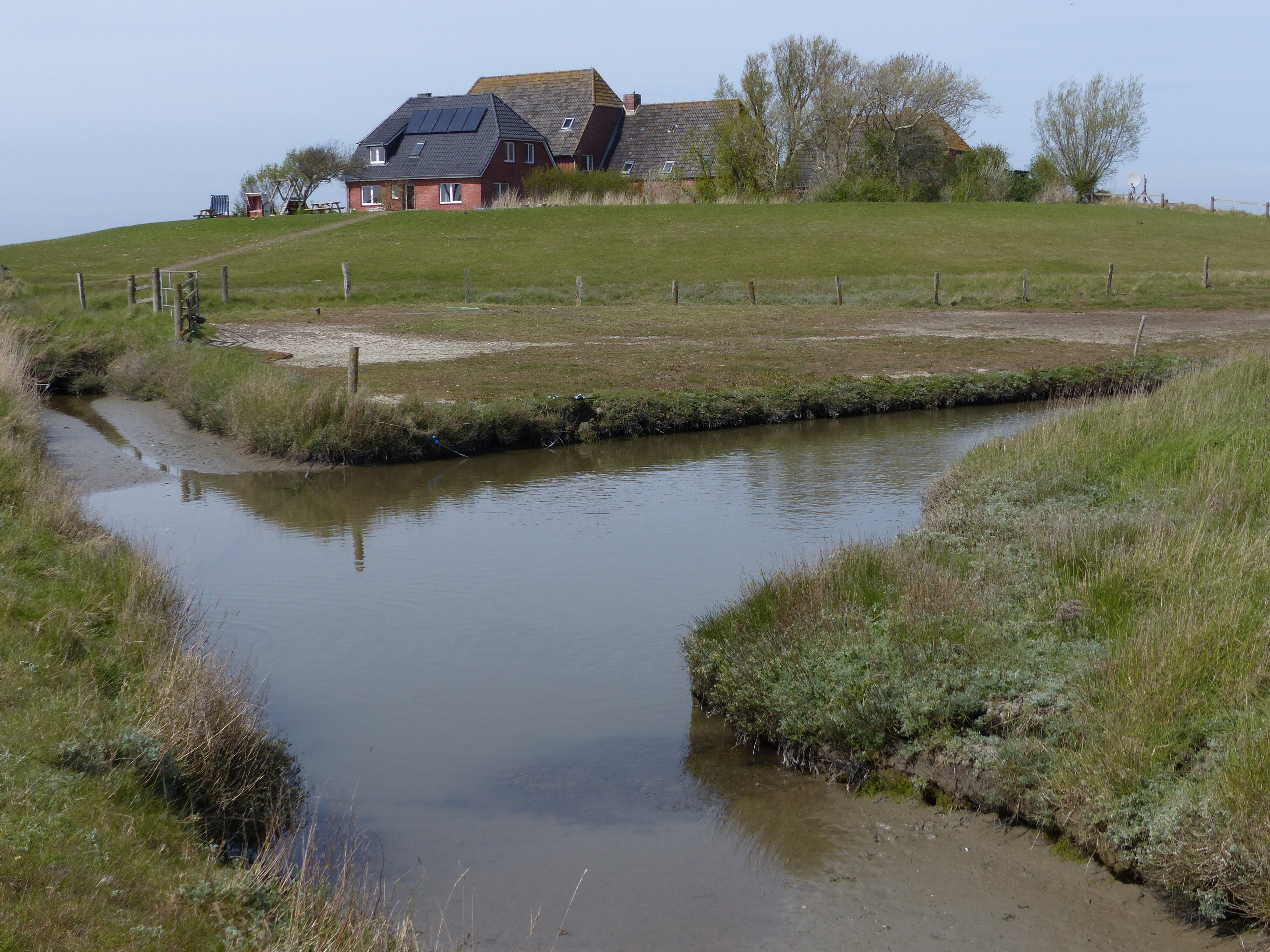
Ipkenswarft
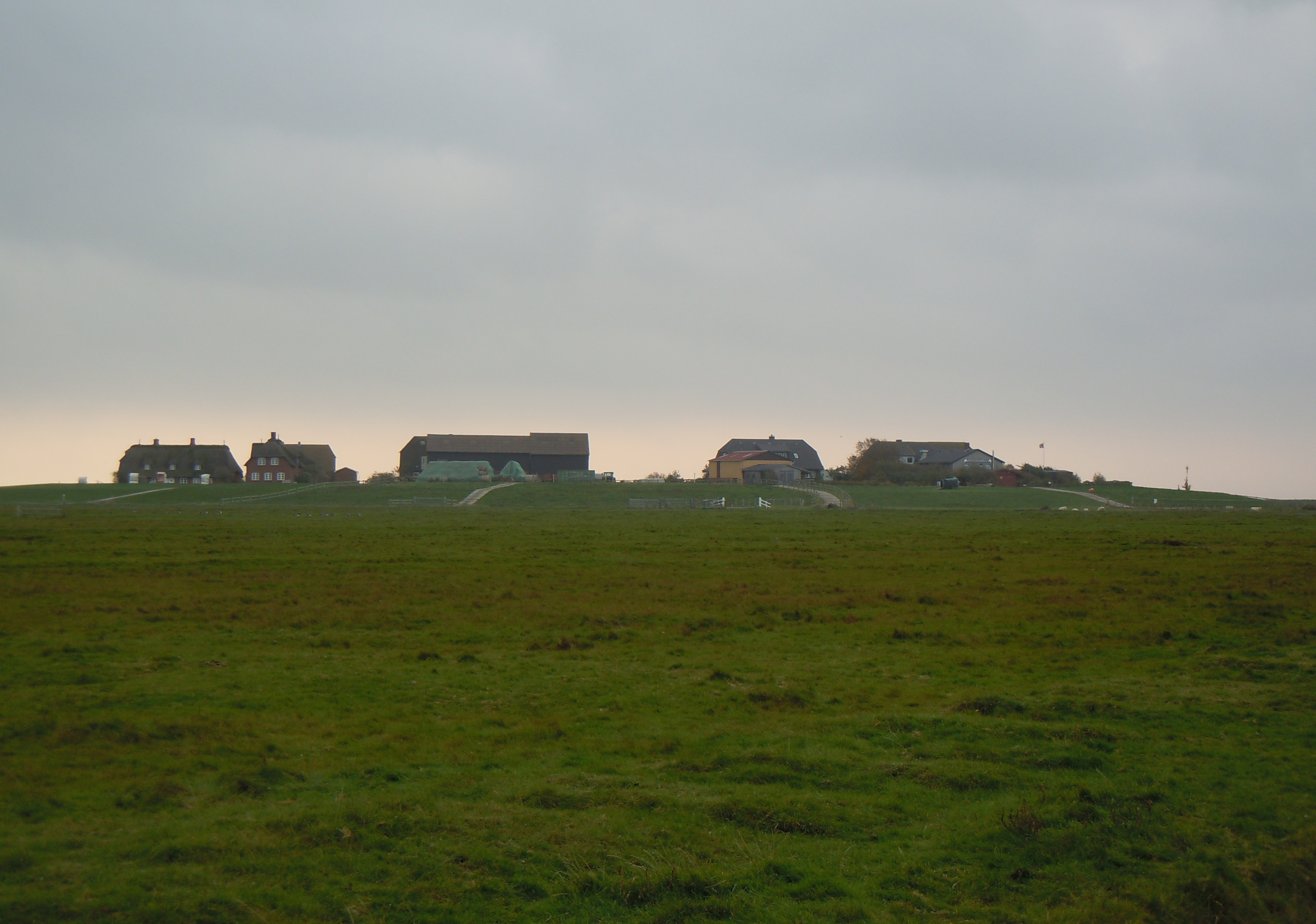
Lorenzwarft
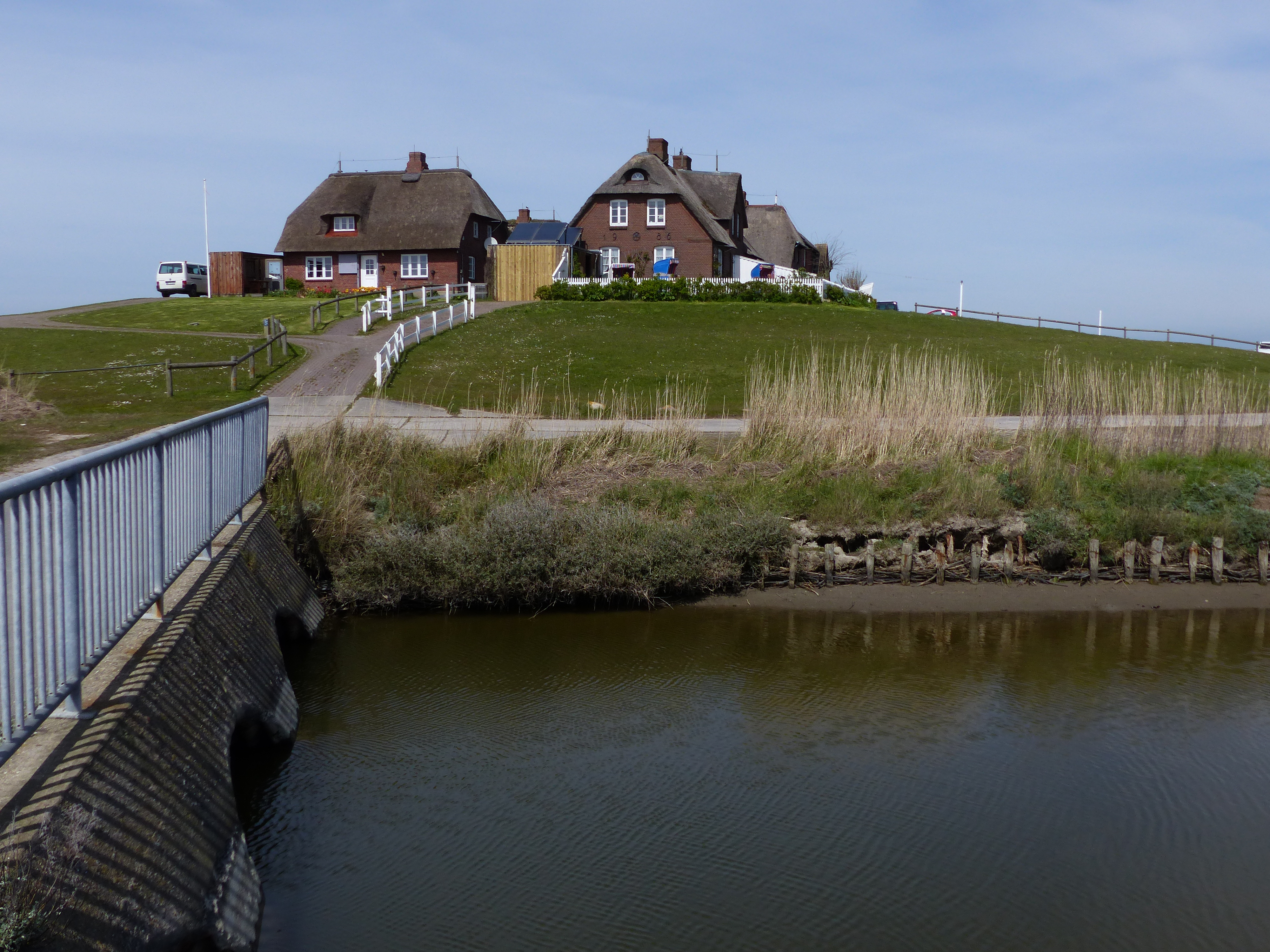
Westerwarft
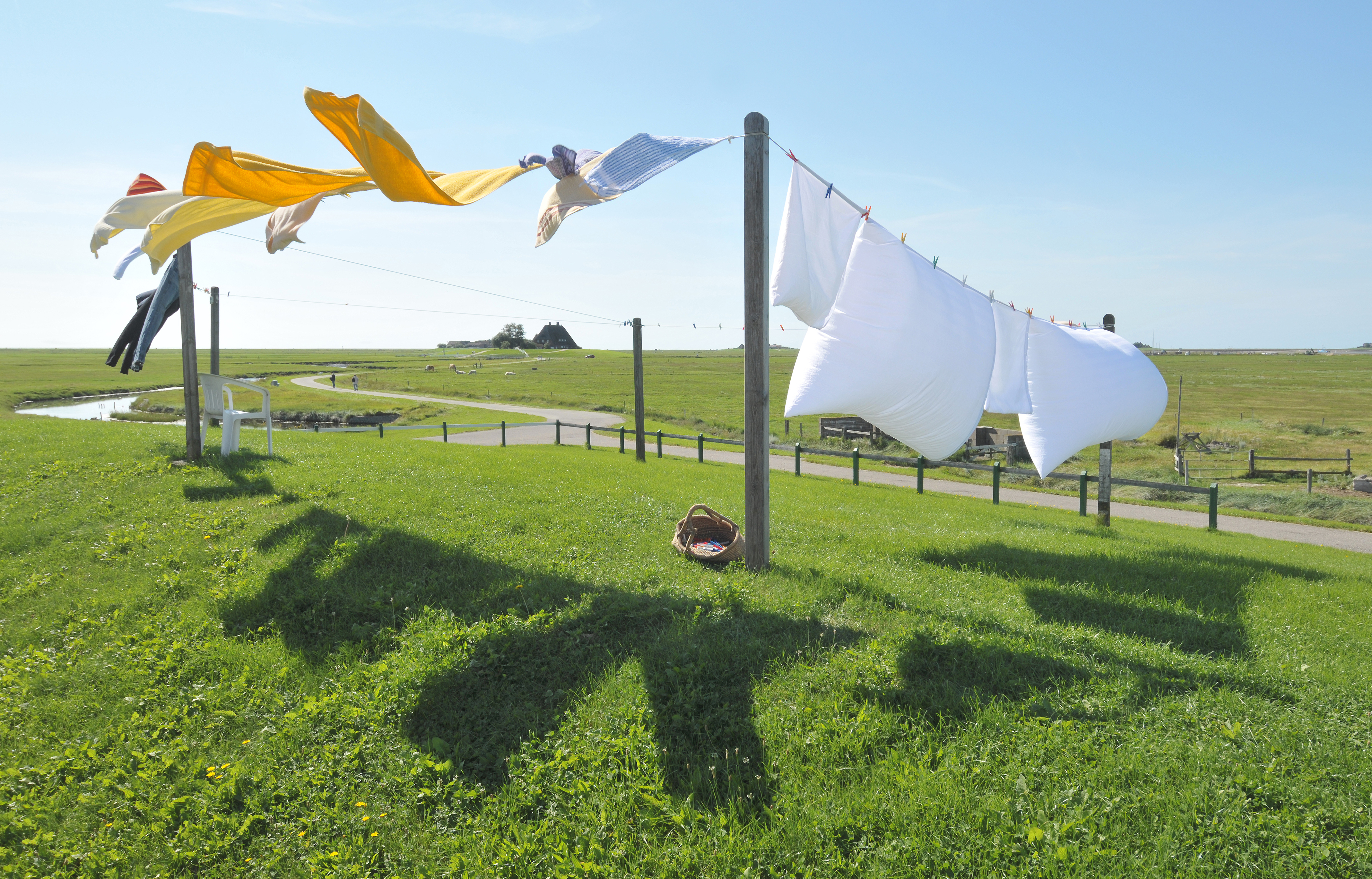
Blick von der Backenswarft in Richtung Kirchwarft
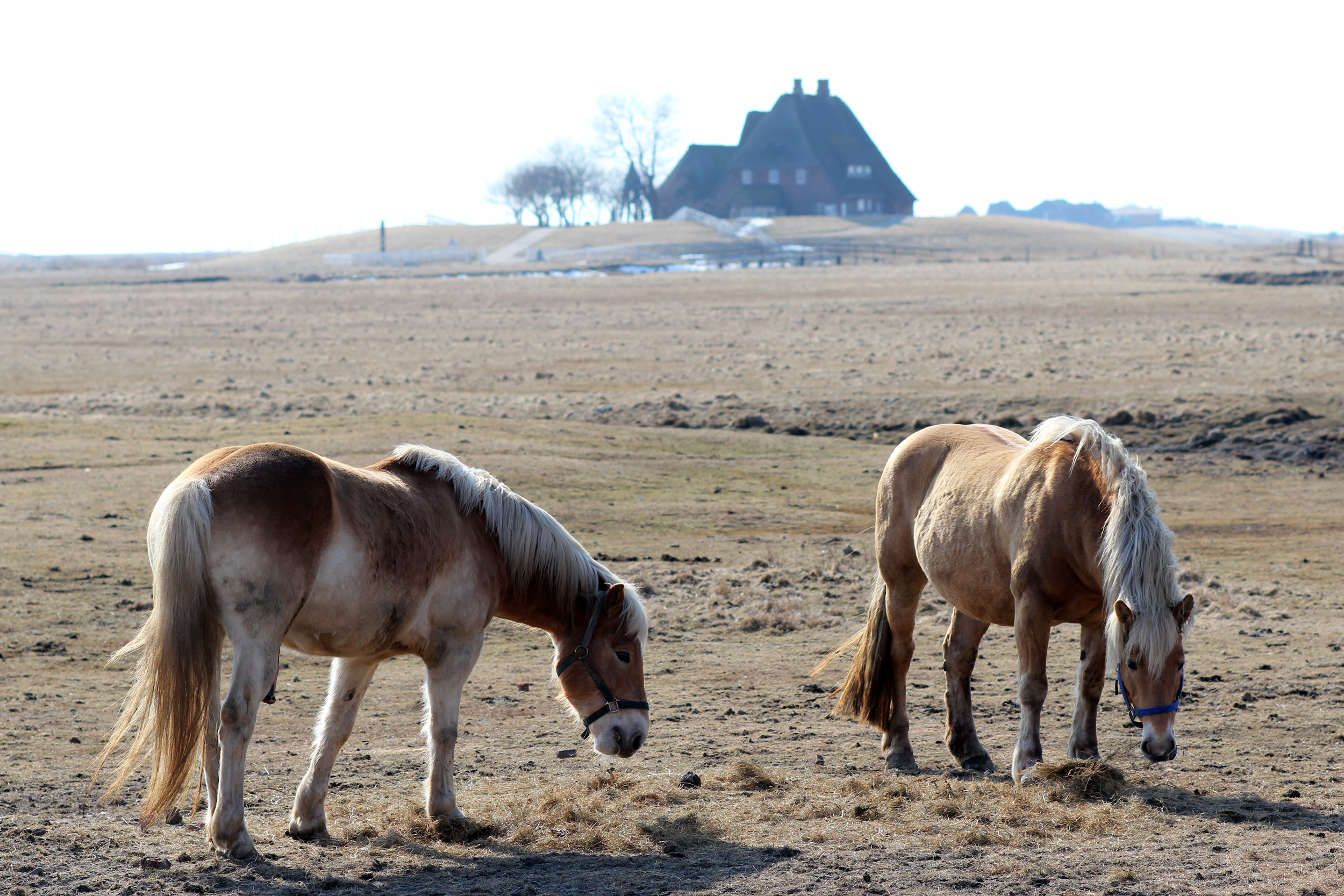
Pferde auf einer Fenne (Kirchwarft im Hintergrund)
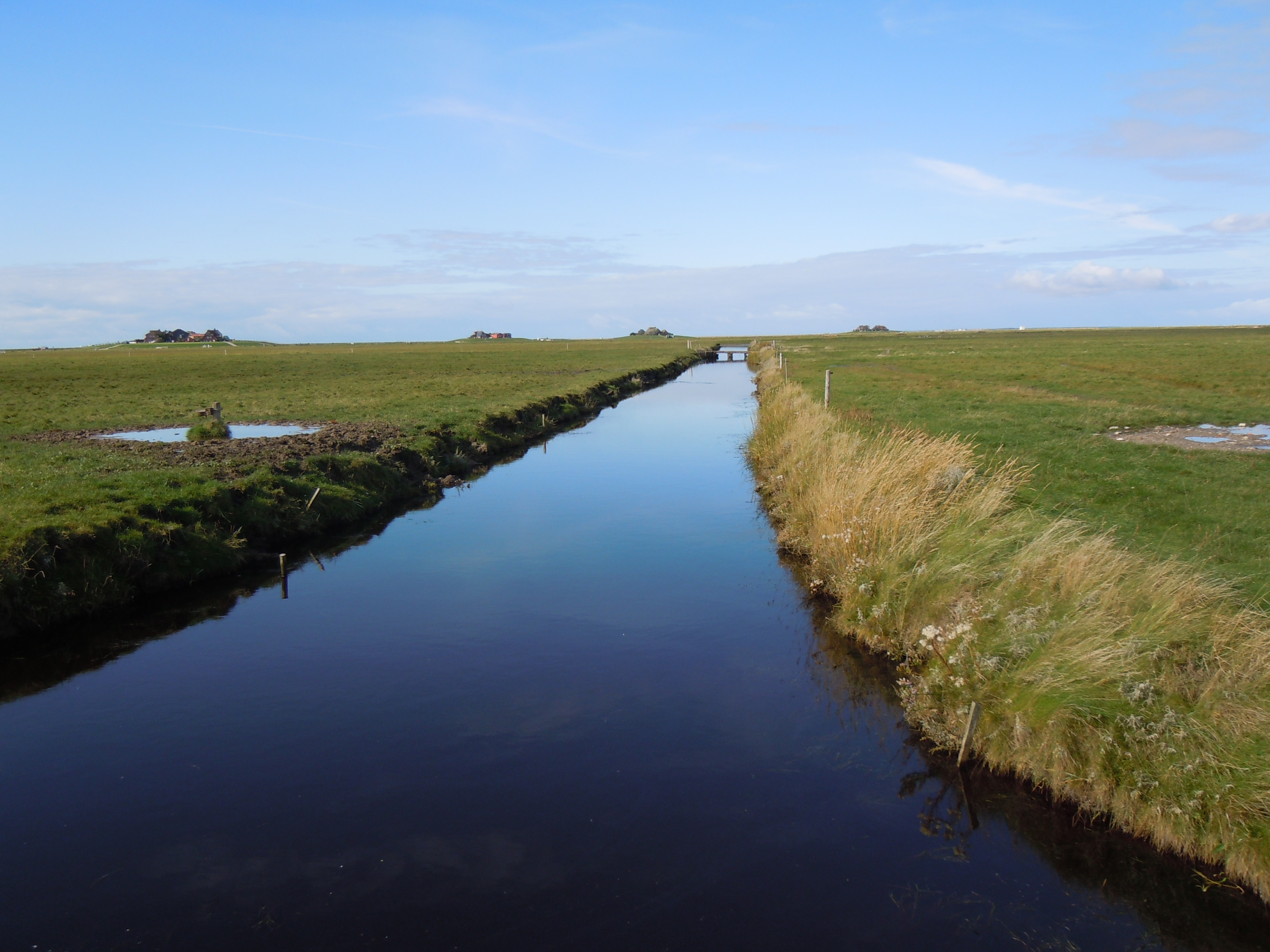
Priel
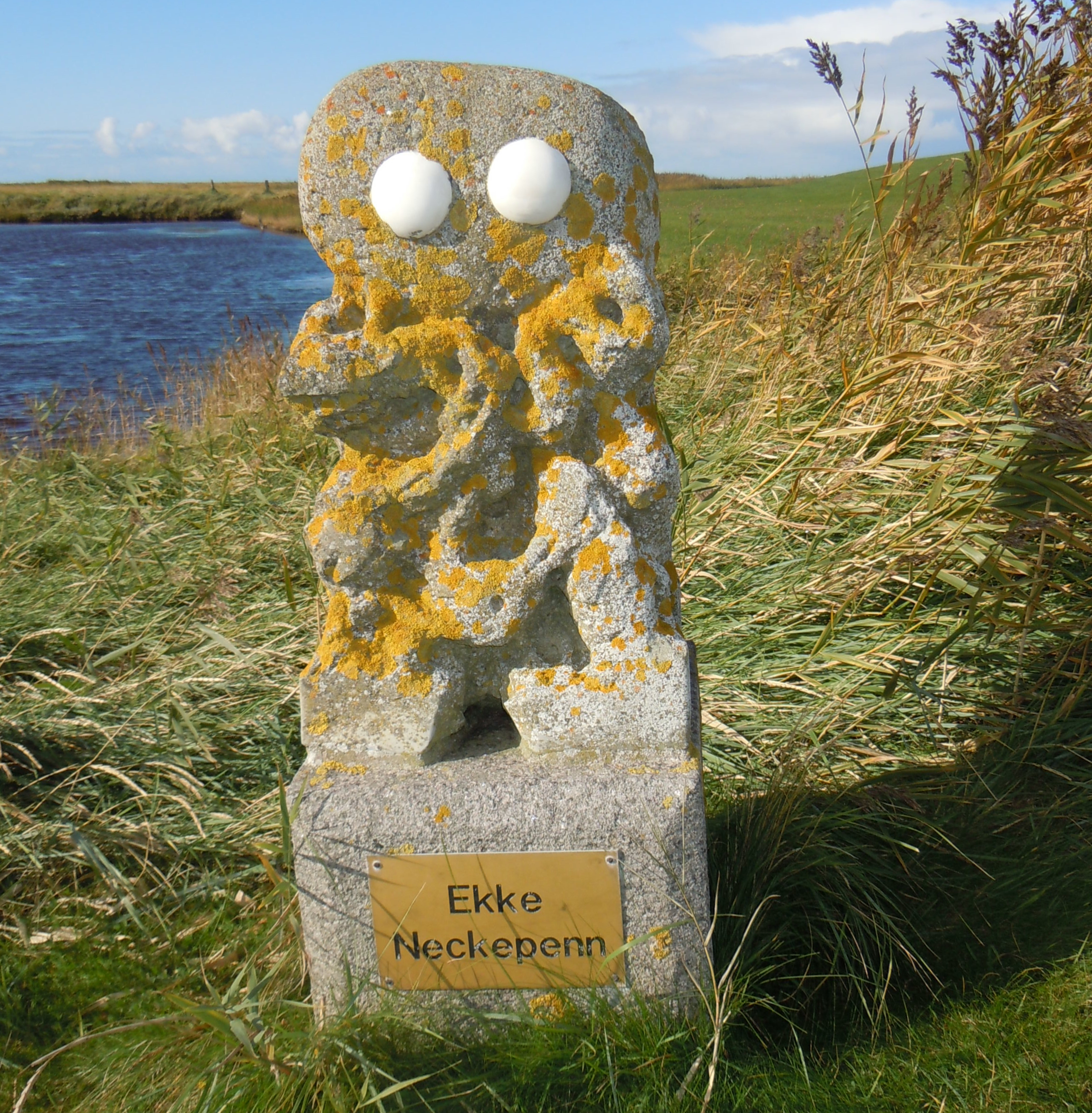
Skulptur von Ekke Neckepenn bei der Westerwarft

## Geschichte

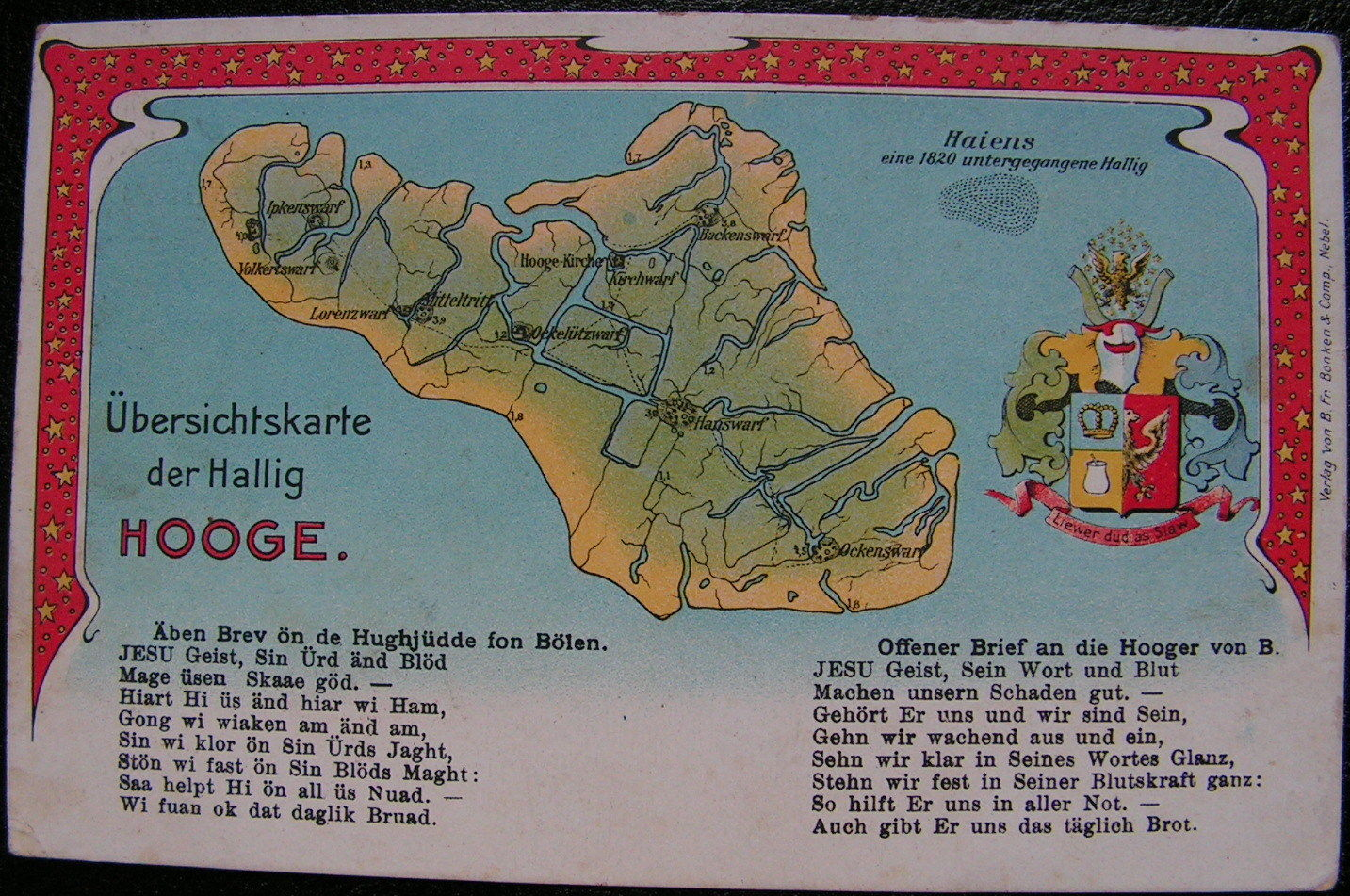
Alte Postkarte mit Karte der Hallig Hooge

Die Herkunft des Namens „Hooge“ ist strittig. Möglicherweise bedeutet es hohe (Hallig), denn Hooge liegt etwas höher als die übrigen Halligen.
Vor 1362 war Hooge ein Teil der Pellwormer Harde der Insel Strand und besaß eine eigene Kirche, worauf auch der Fund eines Friedhofs im Watt bei Hooge vor Jahren hindeutet. Durch die Zweite Marcellusflut wurde sie von Strand getrennt. Die Kirche und Deiche wurden zerstört. Daraufhin gehörte Hooge zur Alten Kirche auf Pellworm, wohin man bei Ebbe zu Fuß gelangen konnte. Im Laufe des 17. Jahrhunderts wurde diese Verbindung infolge der Verbreiterung und Vertiefung des Wattenmeers getrennt.
Das nordfriesische Siedlungsgebiet unterstand seit dem 13. Jahrhundert dem Herzogtum Schleswig, das ein Lehen des Königreichs Dänemarks war. Um 1600 hatte Hooge noch 22 Warften. Zur Zeit der Landesteilungen bis 1721 waren Teile Nordfrieslands den königlichen und herzoglichen/gottorfschen Anteilen zuzuordnen, zudem gab es bis 1864 die sogenannten Königlichen Enklaven, Hooge gehörte hierbei zum herzoglichen Anteil. Nach dem Deutsch-Dänischen Krieg 1864 gehörte Hallig Hooge dann ab 1865 zu Preußen, seit 1871 zum Deutschen Reich.
Ein Erwerbszweig der Hooger war lange die Salzsiederei. Im 18. Jahrhundert war Hallig Hooge die reichste der Halligen. Zu dieser Zeit lebte die Hallig von der Seefahrt, der Vieh- und Weidewirtschaft und der Wollerzeugung. Seit 1970 wird die Hallig durch eine Leitung vom Festland mit Trinkwasser versorgt.
Hooge gilt heute als Hallig: Allerdings trug der bis zum Ersten Weltkrieg gültige Behördenstempel den Schriftzug „Landessiegel von der Insul Hooge“. „Insul“ ist Mitteleilateinisch und heißt „Insel“.
1794 erschien bereits ein Werk mit dem Titel „Beschreibung der Insel Hoge“.
Da den Begriff Hallig außerhalb Nordfrieslands früher niemand kannte, wurde in den Schiffssoldbüchern der Niederländischen Ostindien-Kompanie für Seeleute von Hooge die Wohnorteinträge „de Hooge“ oder „Eijland“ verwendet.

## Einwohnerzahl
Die Hallig hat im Laufe der Zeit sowohl an Größe als auch an Einwohnerzahl abgenommen. 1593 gab es auf Hooge 23 Warften, 1758 waren es noch 16. Vor 200 Jahren waren es 10 Warften, von denen einige mit 20 Häusern bebaut waren, und 480 Einwohner. Vor der Flut von 1825 zählte man noch 100 Häuser und 393 Einwohner. 25 Jahre später waren es 70 Häuser und 250 Einwohner. Vor 100 Jahren wohnten auf 9 bebauten Warften in 35 Häusern 140 Personen. 2010 waren es noch 110 Einwohner, davon 83 mit erstem Wohnsitz, am 31. Dezember 2011 nur noch 84 Einwohner. Die Einwohnerzahl stieg bis 2017 auf 107 Einwohner.

## Politik

### Gemeindevertretung
Bei der Kommunalwahl am 14. Mai 2023 wurden insgesamt sieben Sitze vergeben. Von diesen erhielten die WGH und die SPD jeweils drei Sitze und die CDU einen Sitz.
| Gemeindevertretungswahl Hooge 2023Wahlbeteiligung: 85,1 % 50403020100 46,3 %45,1 %8,6 %keine % WGHSPDCDUSonst.Gewinne und Verlusteim Vergleich zu 2018 %p 8 6 4 2 0 −2 −4−0,1 %p+7,5 %p−3,6 %p−3,8 %pWGHSPDCDUSonst. | Sitzverteilung in der Gemeindevertretung Hooge seit 2023Insgesamt 7 Sitze - SPD: 3 - WGH: 3 - CDU: 1 |

### Wappen
Blasonierung: „In Blau ein abwärtsgekehrter goldener Anker an silbernem Tau, das von oben nach unten um den Anker herumgeschlungen ist.“
Der goldene Anker steht als Zeichen für die Seefahrt, die bestimmend für das Leben der Halligbewohner war. Darüber hinaus steht er auch als Symbol für die Hoffnung, mit der die Bevölkerung alle Bedrohungen überstanden hat. Blau und Gelb sind die Farben des Landes Schleswig, zu dem die Hallig gehört.

## Kultur
Wenige, vorwiegend ältere Halligbewohner sprechen die halligfriesische Variante des Nordfriesischen.
Frauen und Mädchen trugen traditionell eine Tracht. Um 1850 verdrängte die Tracht der Insel Föhr die einheimische Tracht. Auch die Föhrer Tracht wurde lange nicht mehr getragen. Seit Gründung der „Tanz- und Trachtengruppe der Hallig Hooge“ wird sie aber wieder öffentlich gezeigt. Alle zwei Jahre findet auf Hooge der „Hooger Trachtensommer“ statt, auf dem sich Trachtenträger der Region treffen.
Seit 1998 findet jedes Jahr im April/Mai die Eröffnung der „Ringelganstage“ statt, wenn die Ringelgänse auf ihrem Zug in den Norden im Wattenmeer Station machen.

## Infrastruktur
Die Hallig weist insgesamt sieben Gaststätten und Imbisse sowie ein Halligmuseum auf.
Für die meisten Einwohner bietet der Tourismus eine Einnahmequelle. Wie auf den meisten Halligen sind viele Menschen beim Landesbetrieb für Küstenschutz, Nationalpark und Meeresschutz beschäftigt. Hooge hat die höchste Tagesfrequenz an Besuchern aller Halligen, ca. 90.000 Tagesbesucher pro Jahr. Auf allen Warften können Ferienwohnungen gemietet werden. Neben den vielen Ferienwohnungen bietet Hooge auch einige Selbstversorgerhäuser und Jugendheime für Schulklassen oder andere Gruppen. 2008 notierte die Gemeinde Hooge 46.000 Übernachtungen bei 532 Gästebetten. Schätzungen gehen davon aus, dass die Hooger Wirtschaft mittlerweile zu 70 % vom Tourismus abhängt. Des Weiteren werden geführte Wattwanderungen zu der unbewohnten Hallig Norderoog und zu der Sandbank Japsand angeboten.

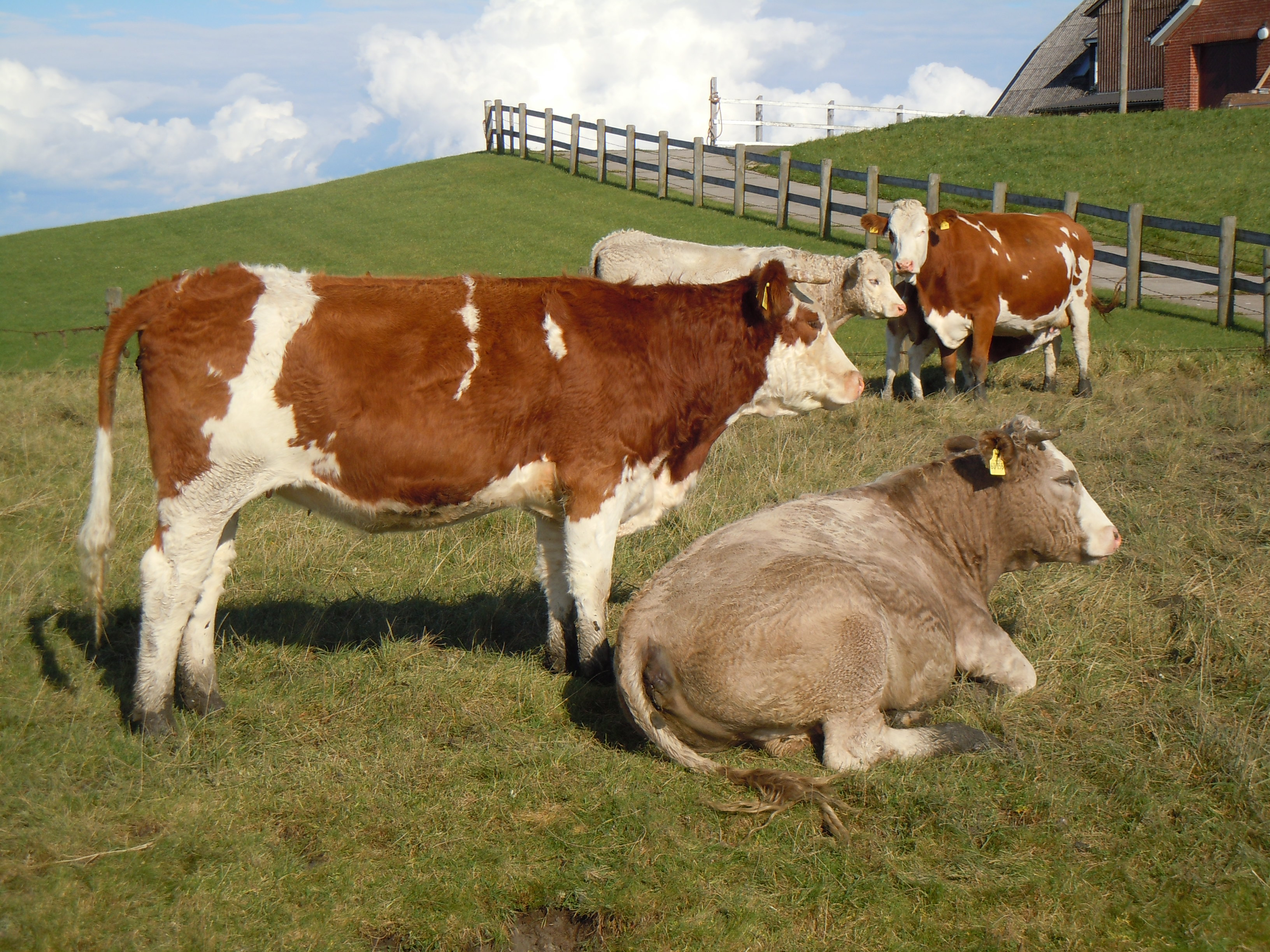
Rinder auf Hooge

Derzeit gibt es nur noch einen Haupterwerbslandwirt auf der Hallig. Doch sein Vieh reicht für eine flächendeckende Beweidung nicht aus. Deshalb nehmen einige Grundbesitzer in den Sommermonaten sogenanntes Pensionsvieh – Rinder und Schafe – vom Festland auf der Hallig auf. Es dient gleichzeitig der Landschaftspflege.

### Bildung
Auf Hooge gibt es eine Grund- und Gemeinschaftsschule, in der die Halligkinder im Schuljahr 2022/23 von zwei Lehrkräften unterrichtet wurden.

### Verkehr
Im Sommerhalbjahr legen zahlreiche Fähr- und Ausflugsschiffe von Langeneß, Amrum, Nordstrand, Föhr, Sylt und vom Festlandshafen Schlüttsiel an. Fahrplanmäßige Fährverbindungen bestehen ganzjährig mit der Autofähre der Wyker Dampfschiffs-Reederei auf der Linie Schlüttsiel–Hooge–Langeneß (im Sommerhalbjahr auch bis Amrum) und im Sommerhalbjahr zusätzlich mit dem Personenfährschiff der Linie Nordstrand–Hooge–Amrum–Sylt der Adler-Schiffe. Unregelmäßig verkehrt im Sommer die MS Gebrüder von Pellworm.
Auf Hooge nutzen zahlreiche Tagesbesucher Pferdekutschen oder Fahrräder. Die einspurigen Straßen sind asphaltiert und können auch von Autos befahren werden. Gästen wird allerdings empfohlen, die Autos auf dem Festland zu belassen.

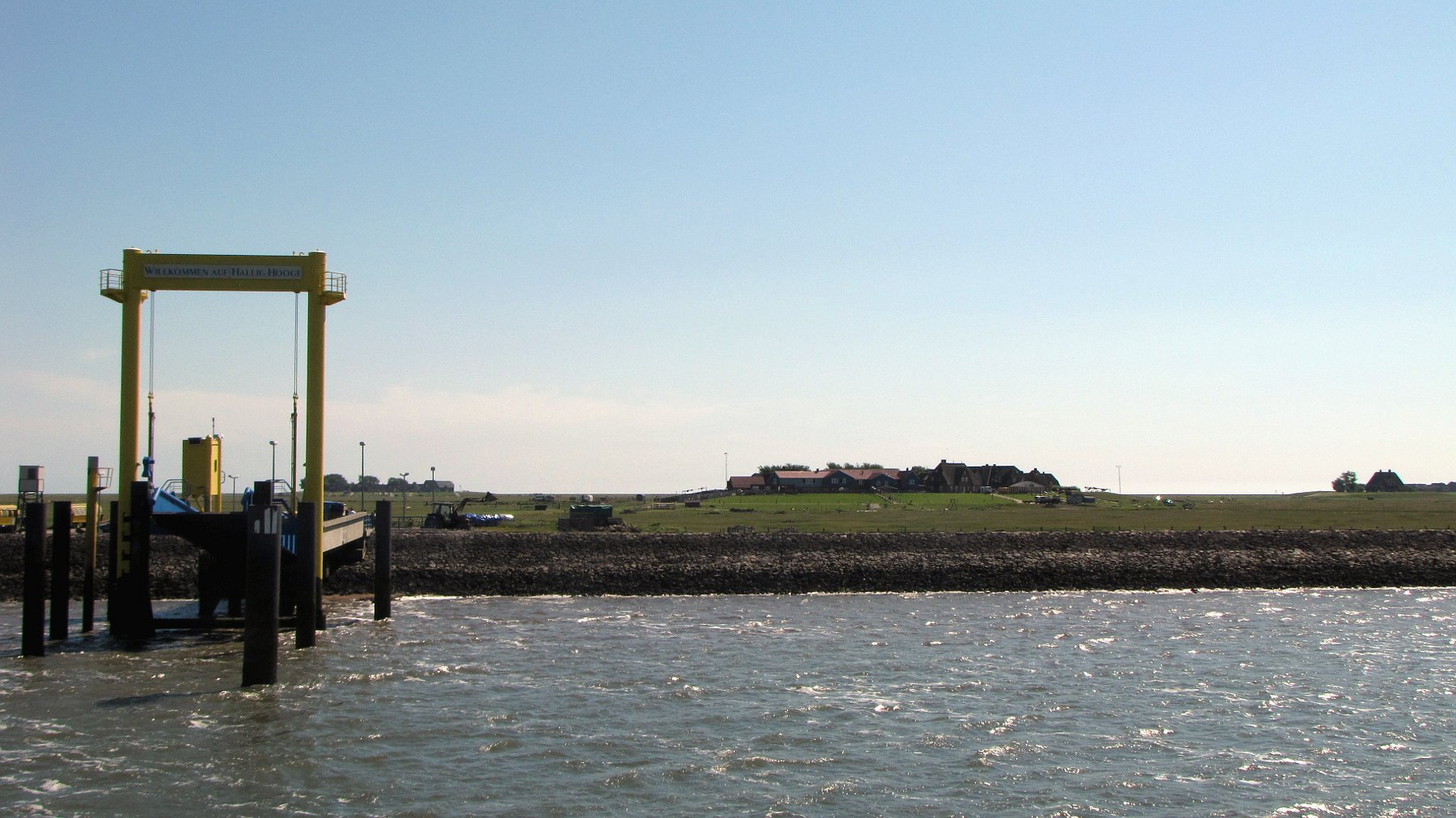
Fähranleger
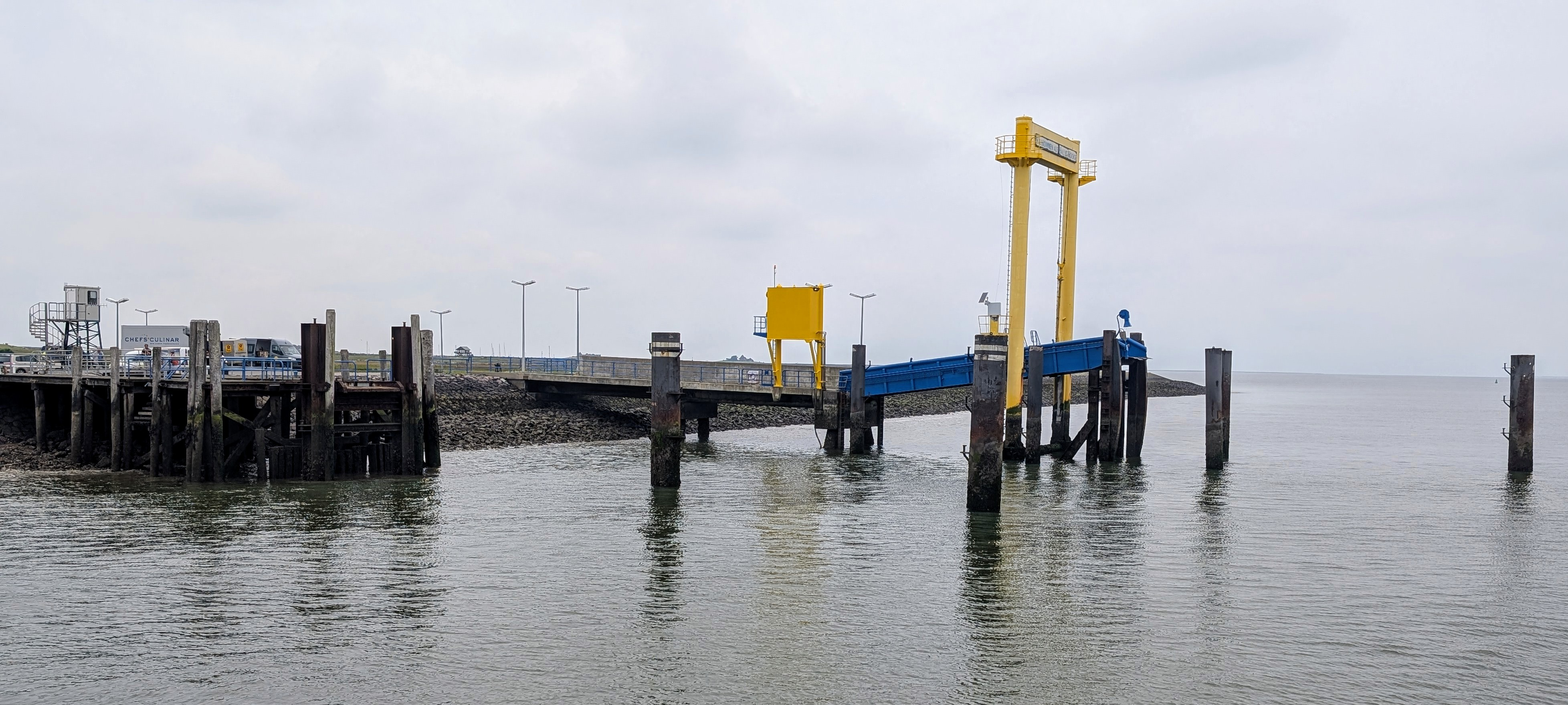
Anleger Hallig Hooge
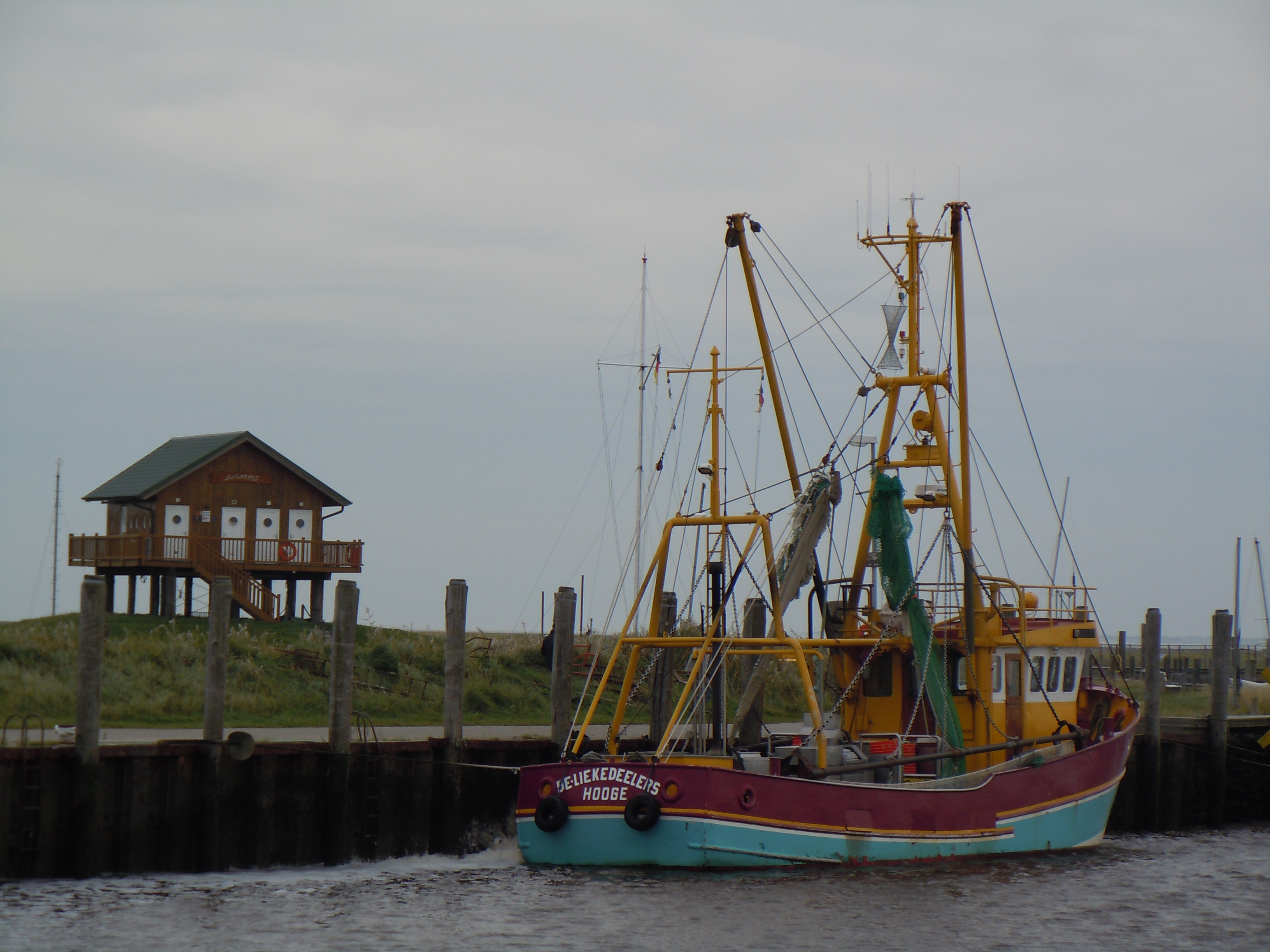
Krabbenkutter De Liekedeelers im Hallighafen Hooge

## St.-Johannis-Kirche

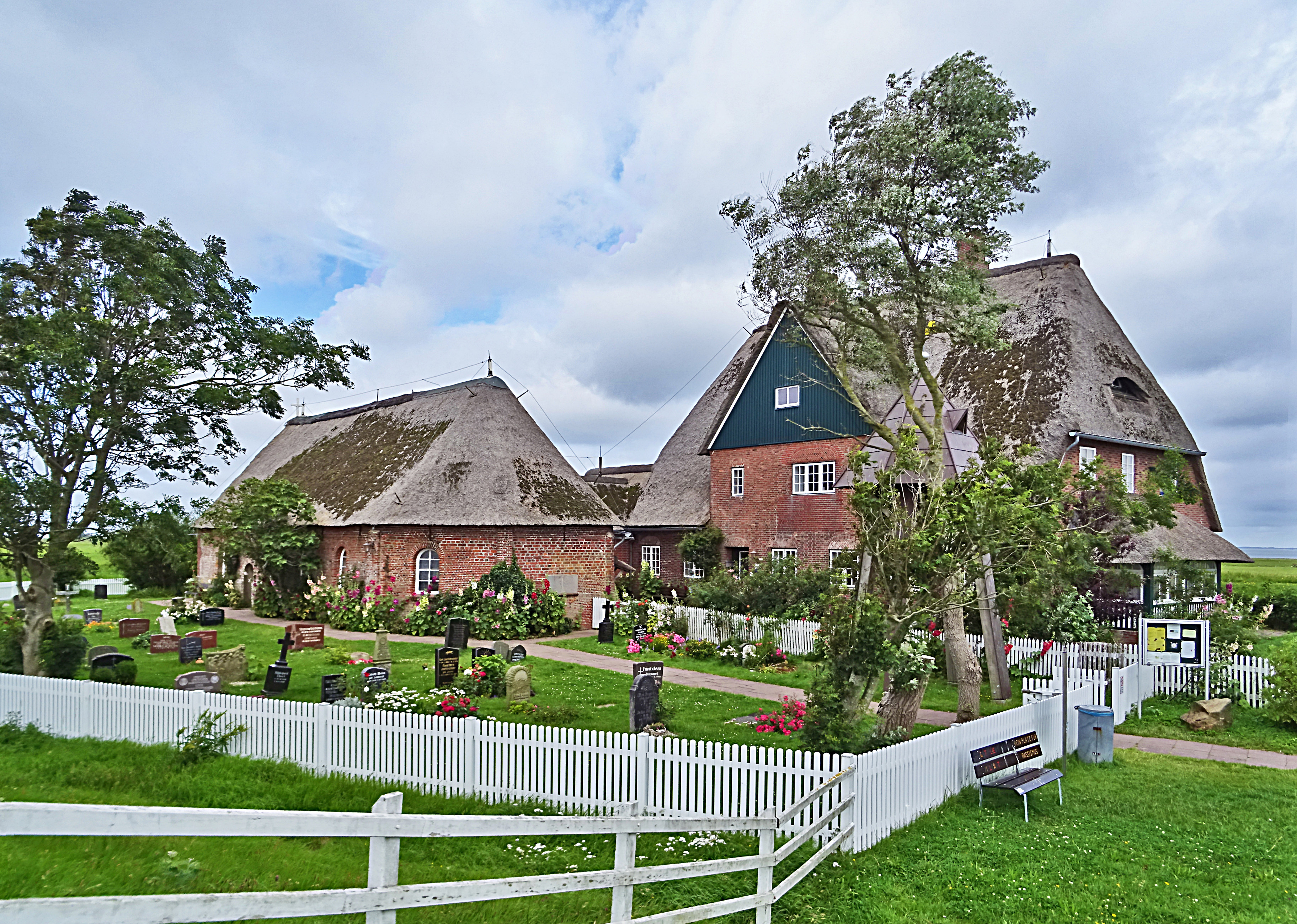
St.-Johannis-Kirche links mit Pastorat auf der Kirchwarft (2024)

Die St.-Johannis-Kirche befindet sich auf der Kirchwarft. Obwohl die Hooger Kirche erst 1637 geweiht wurde, trägt die hintere Bank auf der linken Seite des Gestühls die Jahreszahl 1624. In diesem Jahr wurde die in der großen Sturmflut von 1634 zerstörte Osterwohlder Kirche geweiht. Außer dem Gestühl stammen auch die Backsteine der Kirche, das Taufbecken und wahrscheinlich auch die Kanzel aus der zerstörten Kirche Osterwohld, einem Kirchspiel der auseinandergerissenen Insel Strand.
Die Kirche ist umgeben vom Friedhof, auf dem sich das Grab des langjährigen Norderooger Vogelwartes Jens Wand befindet. Ein schlichtes Holzkreuz markiert die Heimat für Heimatlose, einen Bereich, in dem nicht identifizierte, angespülte Strandleichen begraben wurden.
Bemerkenswert ist, dass das 1907 erbaute Pfarrhaus neben der Kirche weit größer ist als die Kirche selbst. Es wurde zu einer Zeit erbaut, in der regionalbezogene Präge- und Beispielbauten im Rahmen der Heimatschutzarchitektur entstanden. Es galt als staatlich geförderter Musterbau, der dem seinerzeitigen öffentlichen Interesse entsprach, „eine Verunstaltung der besonders empfindlichen Bau- und Landschaftssituation auf der Hallig zu verhindern“.

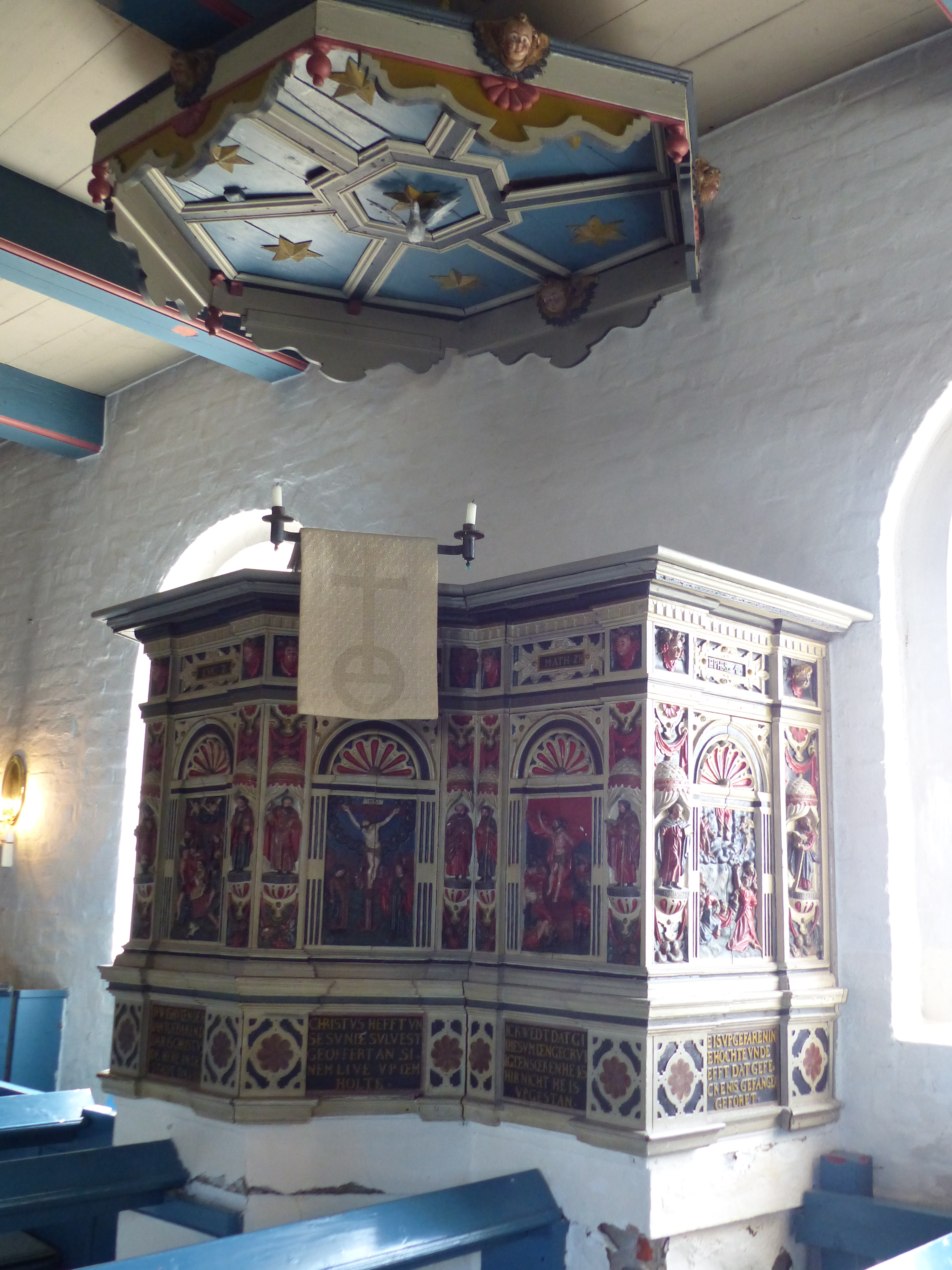
Kanzel in der Hooger Kirche

Im „Glockenstapel“, einem Holzstuhl, hängt die einzige Glocke der Hooger Kirche. Die Gottesdienste während des Sommers sind oft gut besucht und abwechslungsreich gestaltet, da jedes Jahr viele christliche Jugendgruppen die Hallig besuchen. Auch gibt es auf Hooge gelegentlich Gottesdienste, die komplett in niederdeutscher Sprache gehalten werden; auch die Choräle werden dann in einer niederdeutschen Version gesungen.
Die Kirchengemeinde Hooge wird von einer auf der Hallig wohnhaften Pastorin betreut. Gottesdienste finden an allen Sonntagen sowie den landesweit üblichen Feiertagen statt.
Inventar

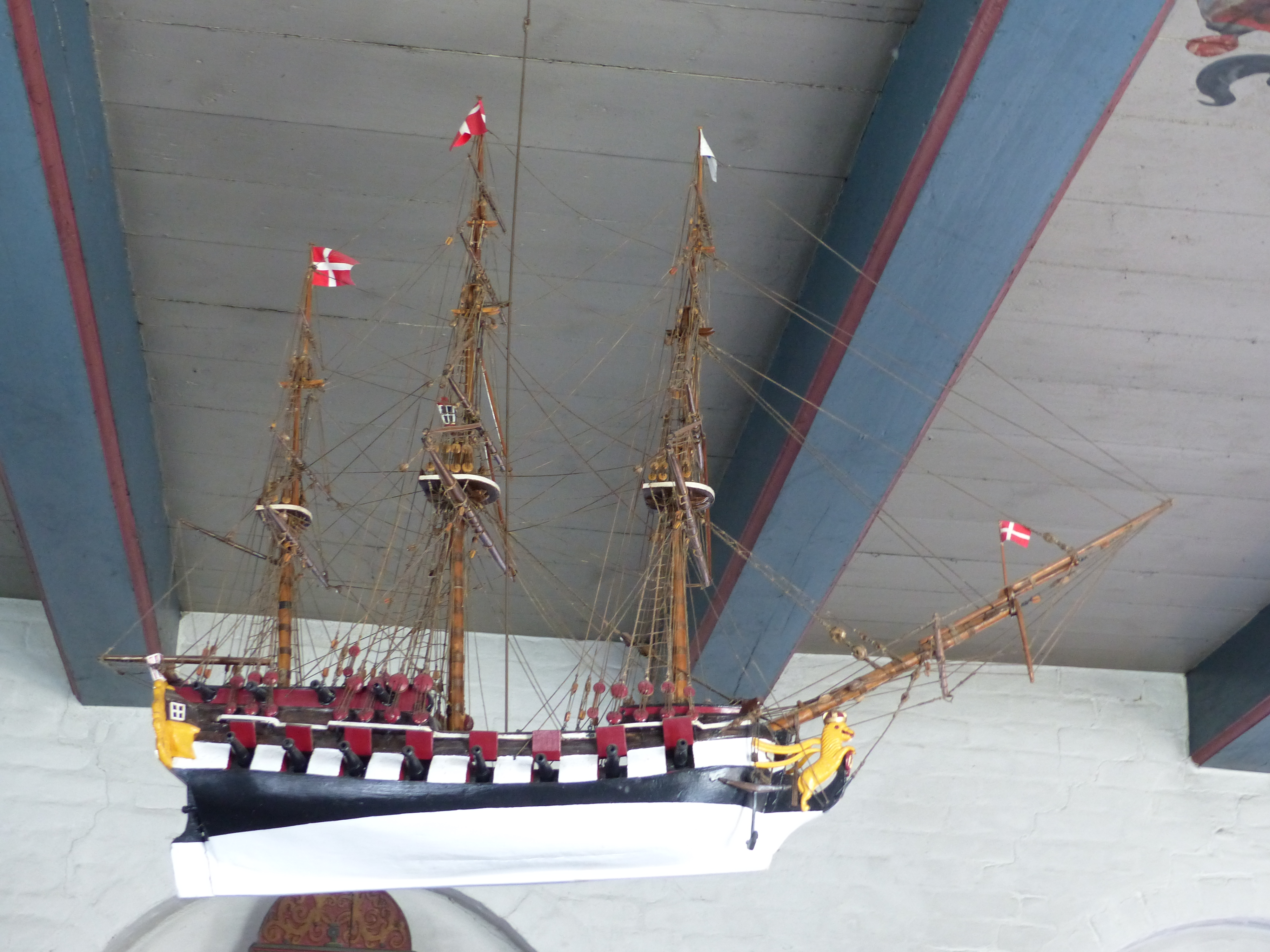
Votivschiff in der Hooger Kirche. Ein Geschenk des dänischen Königs Friedrich VI

Die Kanzel der Kirche ist mit Szenen aus dem Leben Jesu verziert. Zugang zur Kanzel gewährt die sogenannte „Walfischtür“, die aus dem Jahre 1743 stammt und eine Walkuh und ihr Kalb zeigt. Die beiden Chorfenster sind mit farbigen Motiven versehen. Das linke Fenster zeigt Petrus im Sturm, das rechte Fenster zeigt Christus als den guten Hirten. Eine besondere Geschichte birgt auch das im hinteren Teil der Kirche von der Decke hängende Schiff, ein Geschenk der Hooger an den dänischen König Friedrich VI., der verfügt hatte, dass das Schiff in der Kirche verbleiben soll.
Über der Südtür hängt eine Gedenktafel für die getöteten Menschen und Tiere der Sturmflut 1825. Neben dieser Tür befindet sich ein Bild von Pastor Dr. Koch, der um 1850 einen siegreichen Kampf gegen den Alkohol führte. Die Orgel, die sich im hinteren Teil der Kirche befindet, wurde im Winter 1959 gebaut. Da zum Liefertermin das Meer zugefroren war, musste sie – zerlegt – mit einem Hubschrauber angeflogen werden.
Des Weiteren gehören zum Inventar der Kirche ein Holzkreuz mit Korpus an der Südwand sowie einige Gemälde an der Nordwand, darunter ein Christusgemälde.
Der Fußboden der Kirche besteht aus einem Gemisch aus Sand und Muscheln.

## Persönlichkeiten
- Emil Nolde (1867–1956), Maler, lebte zeitweise auf der Hallig Hooge
- Carl Schümann (1901–1974), Bildhauer, lebte auf Hooge
- Katja Just (* 1974 in München), Schriftstellerin, vorherige Bürgermeisterin von Hooge

## Sonstiges
- Häufig wird Hooge auch die Königin der Halligen genannt.
- Auf Backenswarft, Hanswarft, Ockelützwarft und Volkertswarft steht jeweils ein Briefkasten.
- Auf der Ockelützwarft existiert ein aus drei Gebäuden bestehendes Selbstversorger-Gruppenhaus für 35 Gäste.[17]
- Auf der Ockenswarft steht ein Fernmeldeturm, der Hooge über eine Richtfunkverbindung nach Pellworm mit Telefon- und Internetverbindungen versorgt.
- Auf der Pohnswarft, die unbewohnt ist, betreibt der Deutsche Wetterdienst (DWD) eine Messstation (A201), die Daten über die Windgeschwindigkeit und Windrichtung an der Nordseeküste sammelt. Diese Station ist Teil eines Netzwerks, zu dem auch Messeinrichtungen auf Borkum, Scharhörn und Fehmarn gehören.[18]